# Mesonitys aedon
Mesonitys aedon är en insektsart som beskrevs av Ronald Gordon Fennah 1957. Mesonitys aedon ingår i släktet Mesonitys och familjen Eurybrachidae. Inga underarter finns listade i Catalogue of Life.